# Joypad (rivista)
Joypad è una rivista mensile francese dedicata ai videogiochi su console, pubblicata da Yellow Media e chiusa nel 2011. Nel 2004 ha raggiunto i 28 500 lettori per tiratura.

## Storia
Nel giugno 2007, Joypad, all'epoca edito dalla filiale francese della Future Publishing (poi separatasi e ribattezzata Yellow Media), firmò un contratto con la rivista britannica Edge, sempre edita da Future, e iniziò a distribuire  un supplemento contenente articoli tradotti da quella testata, adottando inoltre un logo e una grafica ad essa ispirati.
La tiratura della rivista è terminata nel settembre 2011, dopo 222 numeri, per motivi economici. Questa sentenza, così come quella della rivista PSM3, venne formalizzata dall'editore Yellow Media, allora in procedura di amministrazione controllata, il 9 agosto 2011.